# Флаги Краснодарского края
Список флагов городских округов, муниципальных районов и городских поселений Краснодарского края Российской Федерации.
На 1 января 2012 года в Краснодарском крае насчитывалось 7 городских округов, 37 муниципальных районов и 30 городских поселений.
1 июля 2002 года, постановлением главы Администрации Краснодарского края № 720, была образована Геральдическая комиссия при главе администрации Краснодарского края, являющаяся совещательным органом, с целью геральдического обеспечения и координации единой государственной политики в области создания официальной местной символики в Краснодарском крае. Комиссия проводит в установленном порядке работу по созданию в крае официальных местных символов и осуществляет контроль над их использованием, проводит учёт официальных местных символов и геральдических знаков.

## Флаги городских округов
| Флаг | Наименование                                           | Дата утверждения | Номер в ГГР |
| ---- | ------------------------------------------------------ | ---------------- | ----------- |
|      | Флаг муниципального образования город Краснодар        | 13 июля 2006     | 2638        |
|      | Флаг муниципального образования город-курорт Анапа     | 8 апреля 2005    | 1877        |
|      | Флаг муниципального образования город Армавир          | 20 октября 2005  | 2047        |
|      | Флаг муниципального образования город-курорт Геленджик | 8 апреля 2005    | 1865        |

| Флаг | Наименование                                       | Дата утверждения | Номер в ГГР |
| ---- | -------------------------------------------------- | ---------------- | ----------- |
|      | Флаг муниципального образования город Горячий Ключ | 16 августа 2002  | 1004        |
|      | Флаг муниципального образования город Новороссийск | 24 июля 2007     | 3490        |
|      | Флаг муниципального образования город-курорт Сочи  | 14 февраля 2006  | 1982        |

## Флаги муниципальных районов
| Флаг | Наименование                                          | Дата утверждения | Номер в ГГР |
| ---- | ----------------------------------------------------- | ---------------- | ----------- |
|      | Флаг муниципального образования Абинский район        | 24 ноября 2004   | 1731        |
|      | Флаг муниципального образования Апшеронский район     | 1 марта 2006     | 2284        |
|      | Флаг муниципального образования Белоглинский район    | 14 июня 2006     | 2394        |
|      | Флаг муниципального образования Белореченский район   | 18 июля 2006     | 2585        |
|      | Флаг муниципального образования Брюховецкий район     | 16 ноября 2006   | 2744        |
|      | Флаг муниципального образования Выселковский район    | 14 июня 2006     | 2391        |
|      | Флаг муниципального образования Гулькевичский район   | 26 февраля 2006  | 2288        |
|      | Флаг муниципального образования Динской район         | 22 августа 2006  | 2591        |
|      | Флаг муниципального образования Ейский район          | 28 марта 2006    | 2262        |
|      | Флаг муниципального образования Кавказский район      | 27 января 2006   | 2139        |
|      | Флаг муниципального образования Калининский район     | 16 декабря 2005  | 2152        |
|      | Флаг муниципального образования Каневской район       | 11 мая 2006      | 2267        |
|      | Флаг муниципального образования Кореновский район     | 26 августа 2005  | 1960        |
|      | Флаг муниципального образования Красноармейский район | 28 декабря 2005  | 2166        |
|      | Флаг муниципального образования Крыловский район      | 12 декабря 2006  | 2909        |
|      | Флаг муниципального образования Крымский район        | 25 октября 2006  | 2740        |
|      | Флаг муниципального образования Курганинский район    | 10 февраля 2006  | 2178        |
|      | Флаг муниципального образования Кущёвский район       | 17 февраля 2006  | 2281        |
|      | Флаг муниципального образования Лабинский район       | 3 ноября 2005    | 2044        |

| Флаг | Наименование                                              | Дата утверждения | Номер в ГГР |
| ---- | --------------------------------------------------------- | ---------------- | ----------- |
|      | Флаг муниципального образования Ленинградский район       | 11 августа 2004  | 1544        |
|      | Флаг муниципального образования Мостовский район          | 14 мая 2004      | 1875        |
|      | Флаг муниципального образования Новокубанский район       | 21 ноября 2006   | 2742        |
|      | Флаг муниципального образования Новопокровский район      | 24 ноября 2005   | 2051        |
|      | Флаг муниципального образования Отрадненский район        | 18 апреля 2005   | 1881        |
|      | Флаг муниципального образования Павловский район          | 6 декабря 2006   | 2915        |
|      | Флаг муниципального образования Приморско-Ахтарский район | 16 декабря 2005  | 2147        |
|      | Флаг муниципального образования Северский район           | 3 августа 2006   | 2573        |
|      | Флаг муниципального образования Славянский район          | 18 октября 2005  | 2038        |
|      | Флаг муниципального образования Староминский район        | 13 июня 2006     | 2386        |
|      | Флаг муниципального образования Тбилисский район          | 2 августа 2006   | 2595        |
|      | Флаг муниципального образования Темрюкский район          | 30 января 2006   | 2141        |
|      | Флаг муниципального образования Тимашёвский район         | 22 декабря 2004  | 1689        |
|      | Флаг муниципального образования Тихорецкий район          | 24 июня 2004     | 1540        |
|      | Флаг муниципального образования Туапсинский район         | 30 июня 2003     | 1812        |
|      | Флаг муниципального образования Успенский район           | 2 февраля 2006   | 1949        |
|      | Флаг муниципального образования Усть-Лабинский район      | 15 февраля 2007  | 3180        |
|      | Флаг муниципального образования Щербиновский район        | 2 декабря 2005   | 2150        |

## Флаги городских поселений
| Флаг | Наименование                                                    | Дата утверждения | Номер в ГГР |
| ---- | --------------------------------------------------------------- | ---------------- | ----------- |
|      | Флаг Абинского городского поселения Абинского района            | 11 сентября 2009 | 5774        |
|      | Флаг Апшеронского городского поселения Апшеронского района      | 26 ноября 2012   | 8145        |
|      | Флаг Афипского городского поселения Северского района           | 7 сентября 2010  | 6374        |
|      | Флаг Ахтырского городского поселения Абинского района           | 24 сентября 2009 | 5635        |
|      | Флаг Белореченского городского поселения Белореченского района  | 29 мая 2007      | 4303        |
|      | Флаг Гирейского городского поселения Гулькевичского района      | 23 декабря 2013  | 9093        |
|      | Флаг Гулькевичского городского поселения Гулькевичского района  | 29 января 2010   | 5925        |
|      | Флаг Джубгского городского поселения Туапсинского района        | 28 февраля 2013  | 8159        |
|      | Флаг Ейского городского поселения Ейского района                | 28 июня 2005     | 1936        |
|      | Флаг Ильского городского поселения Северского района            | 16 декабря 2010  | 6787        |
|      | Флаг Кореновского городского поселения Кореновского района      | 27 апреля 2007   | 3912        |
|      | Флаг Красносельского городского поселения Гулькевичского района | 28 ноября 2008   | 4655        |
|      | Флаг Кропоткинского городского поселения Кавказского района     | 24 ноября 2005   | 2034        |
|      | Флаг Крымского городского поселения Крымского района            | 3 августа 2007   | 3619        |
|      | Флаг Курганинского городского поселения Курганинского района    | 28 июля 2010     | 6282        |

| Флаг | Наименование                                                               | Дата утверждения | Номер в ГГР |
| ---- | -------------------------------------------------------------------------- | ---------------- | ----------- |
|      | Флаг Лабинского городского поселения Лабинского района                     | 23 мая 2007      | 3621        |
|      | Флаг Мостовского городского поселения Мостовского района                   | 27 марта 2012    | 7651        |
|      | Флаг Нефтегорского городского поселения Апшеронского района                | 30 мая 2012      | 7994        |
|      | Флаг Новокубанского городского поселения Новокубанского района             | 19 февраля 2010  | 5914        |
|      | Флаг Новомихайловского городского поселения Туапсинского района            | 31 августа 2009  | 6989        |
|      | Флаг Приморско-Ахтарского городского поселения Приморско-Ахтарского района | 12 февраля 2008  | 4121        |
|      | Флаг Псебайского городского поселения Мостовского района                   | 21 ноября 2014   | 9900        |
|      | Флаг Славянского городского поселения Славянского района                   | 26 сентября 2007 | 3665        |
|      | Флаг Темрюкского городского поселения Темрюкского района                   | 29 декабря 2005  | 2170        |
|      | Флаг Тимашёвского городского поселения Тимашёвского района                 | 8 ноября 2007    | 3806        |
|      | Флаг Тихорецкого городского поселения Тихорецкого района                   | 4 февраля 2005   | 1830        |
|      | Флаг Туапсинского городского поселения Туапсинского района                 | 1 марта 2005     | 1807        |
|      | Флаг Усть-Лабинского городского поселения Усть-Лабинского района           | 2 февраля 2010   | 5927        |
|      | Флаг Хадыженского городского поселения Апшеронского района                 | 14 февраля 2012  | 7482        |
|      | Флаг Черноморского городского поселения Северского района                  | 16 сентября 2010 | 6465        |

## Упразднённые флаги
| Флаг | Наименование                                      | Дата утверждения | Дата отмены     |
| ---- | ------------------------------------------------- | ---------------- | --------------- |
|      | Флаг города Краснодара                            | 23 сентября 2003 | 13 июля 2006    |
|      | Флаг города-курорта Анапа                         | 14 апреля 1999   | 8 апреля 2005   |
|      | Флаг города-курорта Геленджик                     | 14 октября 1998  | 8 апреля 2005   |
|      | Флаг города Новороссийска                         | 10 сентября 1999 | 24 июля 2007    |
|      | Флаг муниципального образования Апшеронский район | 8 сентября 2005  | 1 марта 2006    |
|      | Флаг муниципального образования Динской район     | 22 ноября 2004   | 22 августа 2006 |

| Флаг | Наименование                                             | Дата утверждения | Дата отмены      |
| ---- | -------------------------------------------------------- | ---------------- | ---------------- |
|      | Флаг муниципального образования Павловский район         | 24 августа 2006  | 6 декабря 2006   |
|      | Флаг Северского района                                   | 23 октября 1997  | 3 августа 2006   |
|      | Флаг города Ейска                                        | январь 1997      | 28 июня 2005     |
|      | Флаг города Лабинска                                     | 9 декабря 1998   | 23 мая 2007      |
|      | Флаг Псебайского городского поселения Мостовского района | 5 ноября 2013    |                  |
|      | Флаг Славянского городского поселения Славянского района | 20 июня 2006     | 26 сентября 2007 |